# IC 1032
IC 1032 је галаксија у сазвјежђу Волар која се налази на листи објеката дубоког неба у Индекс каталогу.
Деклинација објекта је + 47° 58' 7" а ректасцензија 14h 34m 39,1s. Привидна величина (магнитуда) објекта IC 1032 износи 14,7 а фотографска магнитуда 15,7. IC 1032 је још познат и под ознакама CGCG 248-6, 1ZW 91, NPM1G +48.0274, PGC 52097.